# Семёнов, Андрей Сергеевич (легкоатлет)
Андре́й Серге́евич Семёнов (укр. Андрій Сергійович Семенов; род. 4 июля 1984, Орхей) — украинский легкоатлет, специалист по толканию ядра. Выступал за сборную Украины по лёгкой атлетике в 2001—2013 годах, победитель и призёр первенств национального значения, участник двух летних Олимпийских игр.

## Биография
Андрей Семёнов родился 4 июля 1984 года в городе Орхей Молдавской ССР. Выходец из спортивной семьи: мать Ольга Владимировна Семёнова — тренер по лёгкой атлетике, старший брат Алексей Семёнов — титулованный метатель диска.
Впоследствии проживал в Одессе, выступал за одесское «Динамо».
Впервые заявил о себе на международном уровне в сезоне 2001 года, когда вошёл в состав украинской национальной сборной и выступил на юношеском мировом первенстве в Дебрецене, где в зачёте метания диска стал четвёртым.
В 2002 году метал диск на юниорском мировом первенстве в Кингстоне, но в финал не вышел.
Начиная с 2007 года больше специализировался на толкании ядра и выступал уже среди взрослых спортсменов. Так, в этом сезоне толкал ядро на чемпионате Европы в помещении в Бирмингеме, но с результатом 18,41 в финал не вышел.
Благодаря череде удачных выступлений удостоился права защищать честь страны на летних Олимпийских играх 2008 года в Пекине — в программе толкания ядра на предварительном квалификационном этапе показал результат 20,01 метра, чего оказалось недостаточно для выхода в финал.
В 2010 году толкал ядро на чемпионате Европы в Барселоне (19,31).
В 2011 году на соревнованиях в Сумах установил свой личный рекорд в толкании ядра в закрытых помещениях — 20,62 метра, тогда как на чемпионате Европы в помещении в Париже показал результат 19,47. Летом на турнире в Донецке также установил личный рекорд на открытом стадионе — 20,63 метра. Представлял Украину на чемпионате мира в Тэгу (19,45) и на Всемирных военных играх в Рио-де-Жанейро — во втором случае с результатом 20,02 завоевал золотую медаль.
Выполнив олимпийский квалификационный норматив (20,50), благополучно прошёл отбор на Олимпийские игры 2012 года в Лондоне — на сей раз провалил все три свои попытки в толкании ядра, не показав никакого результата.
В 2013 году выиграл бронзовую медаль на Кубке Европы по зимним метаниям в Кастельоне (19,55), выступил на чемпионате Европы в помещении в Гётеборге (19,53).
Завершил спортивную карьеру по окончании сезона 2015 года.
В августе 2019 года в результате перепроверки допинг-пробы, полученной на чемпионате мира в Тэгу, Андрей Семёнов был уличён в использовании запрещённых веществ — тест показал наличие анаболического стероида туринабола. В итоге спортсмена дисквалифицировали сроком на два года, а все его результаты, показанные в период с 22 августа 2011 года по 21 августа 2013 года были аннулированы.